# سی‌اف‌ایی سی‌اف‌ایی۷۳۸
سی‌اف‌ای۷۳۸ یک موتور توربوفن کوچک است که برای بازار جت‌های تجاری توسط شرکت سی‌اف‌ایی تولید می شود. کاربر اصلی این موتور هواپیمای داسو فالکون ۲۰۰۰ است.  

## مشخصات فنی

#### خصوصیات کلی
- نوع: توربوفن
- طول: ۶۸٫۳ اینچ (۱٬۷۳۰ میلیمتر)
- قطر: ۳۵٫۵۰ اینچ (۹۰۲ میلیمتر) (Fan)
- وزن خشک: ۱٬۲۱۴ پوند (۵۵۱ کیلوگرم) (Basic) Dry Weight: ۱٬۳۲۵ پوند (۶۰۱ کیلوگرم)

#### اجزا
- کمپرسور: Fan/Compressor Stages: 1/5+1C (نسبت کنار گذر: 5.3)
- توربین: HP Turbine/LP Turbine Stages: 2/3

#### عملکرد
- Maximum رانش: Max. Thrust  (Sea Level Static): ۲۶٫۳ کیلونیوتن (۵٬۹۰۰ پوند-نیرو), Cruise Net Thrust (Mach 0.8, 40000 ft, ISA): 1310 lbf
- نسبت فشار کلی: ~30:1
- جریان جرمی هوا: ۲۴۰ پوند بر ثانیه (۶٬۵۰۰ کیلوگرم بر دقیقه)
- مصرف سوخت یژه برخاست: (Sea Level Static): 0.369 lb/(h lbf), (ماخ ۰٫۸ (۶۰۹٫۰ مایل بر ساعت؛ ۹۸۰٫۰ کیلومتر بر ساعت), 40000 ft, ISA): 0.645 lb/(h lbf)
- نسبت توان به وزن: